# 七一湖
30°27′29″N 114°52′04″E / 30.45807°N 114.86781°E
七一湖，原名箭道塘、七一水库，位于中华人民共和国湖北省黄冈市黄州赤壁街道潘家塆社区赤壁风景区内的龙王山与玉玑山之间，属城中湖泊。

## 特点
1949年后，当地社队管理箭道塘。1960年1月，中共黄冈地委、行署发动黄州城内工人、环城公社农民、城镇居民、大中学校学生、部队驻军等近万人施工半年，将箭道塘改建成一座水库。当年1月开工，7月1日前竣工，因此命名为七一水库。修建期间，当地民工挖出明崇祯十六年（1643年）农民起义军领袖李自成为禁诫其黄州驻军扰民的《剿兵安民檄》勒石碑。1982年后，七一水库为赤壁风景区接管。2012年，黄州区第一次水利普查，七一水库更名七一湖。2019年，当地政府再次规划管理接线，设计洪水位为47.70米，湖水域范围涉及行政村有青砖湖村，总面积约0.021平方公里。

## 图库

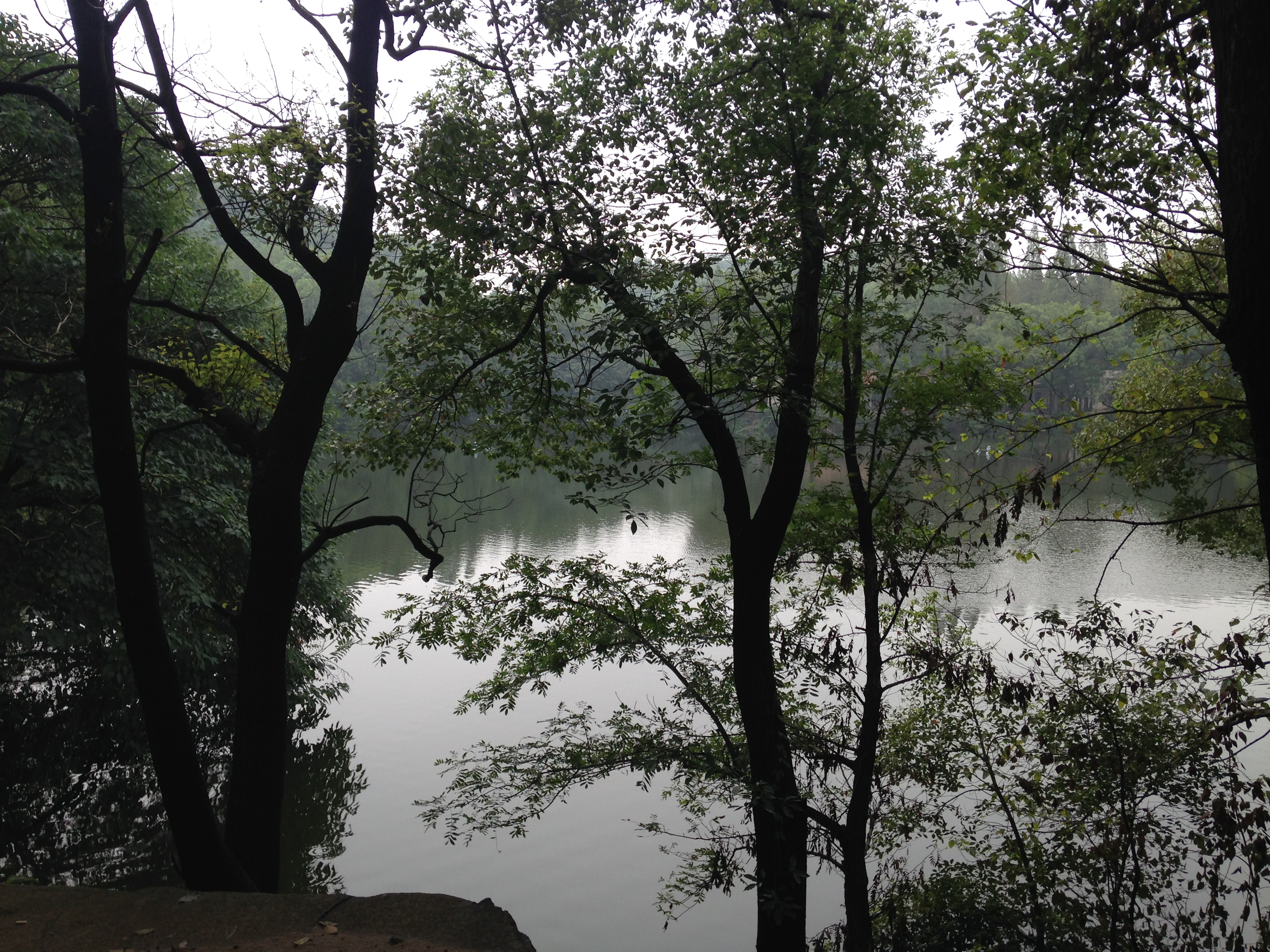
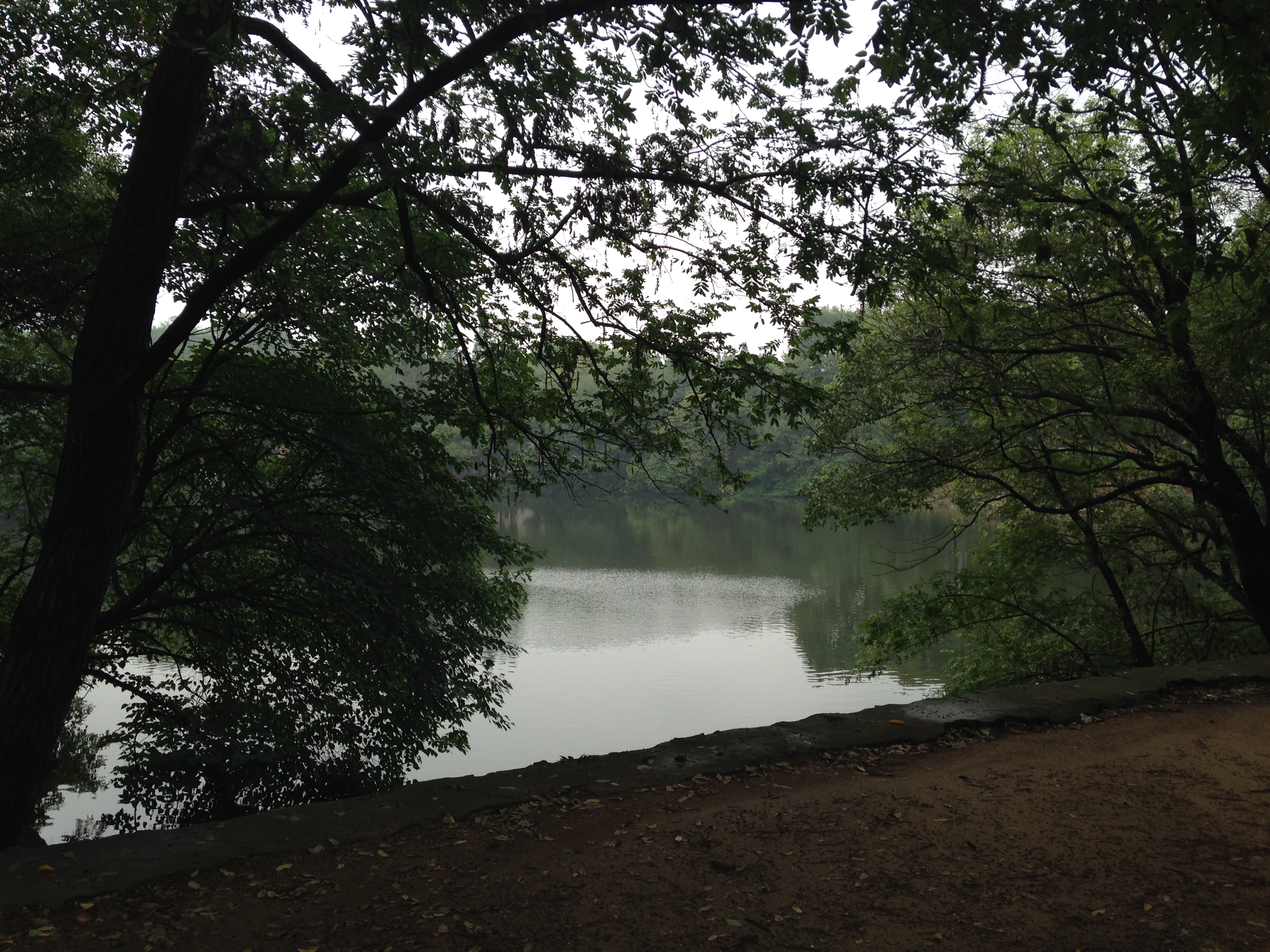
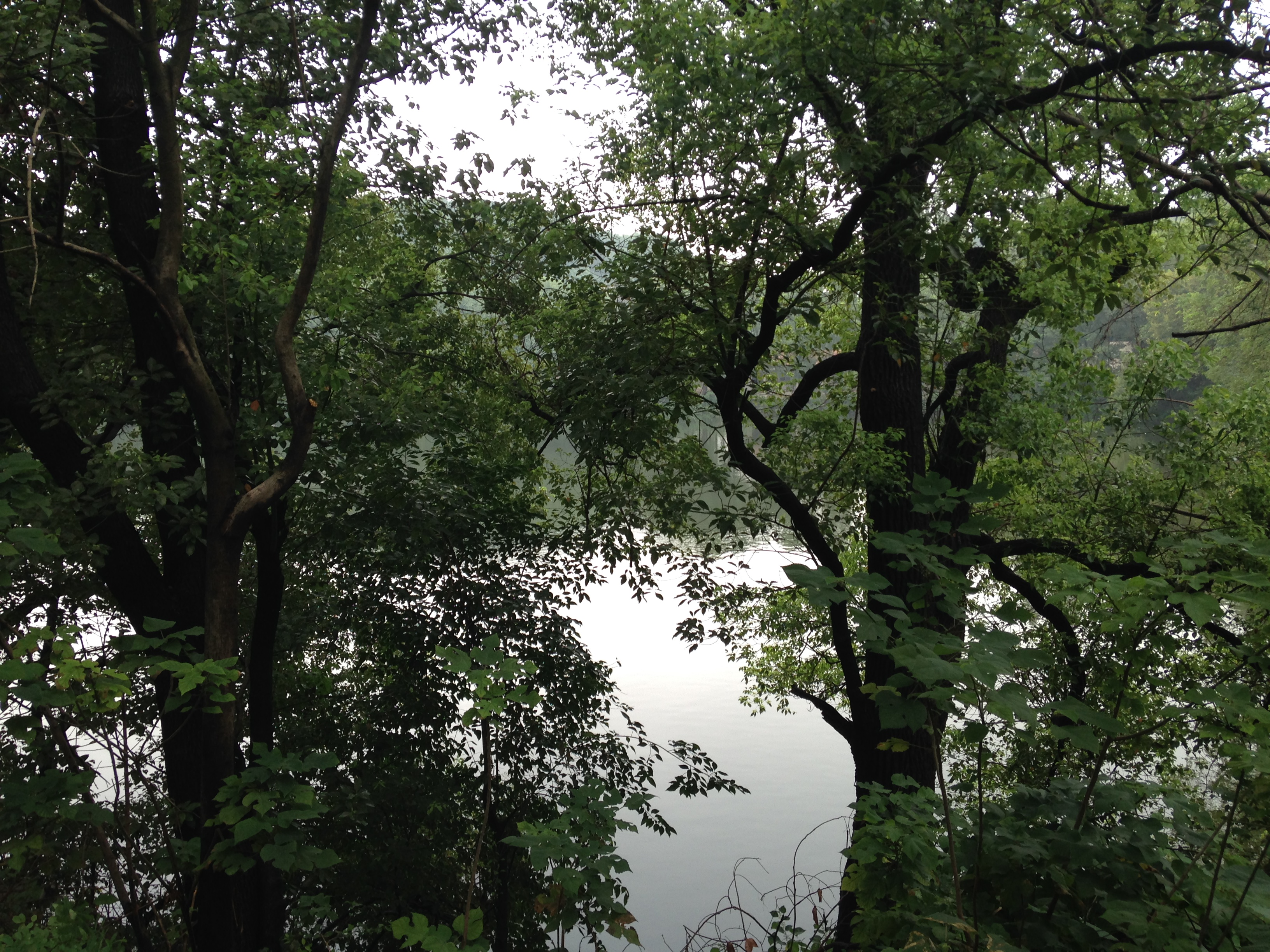
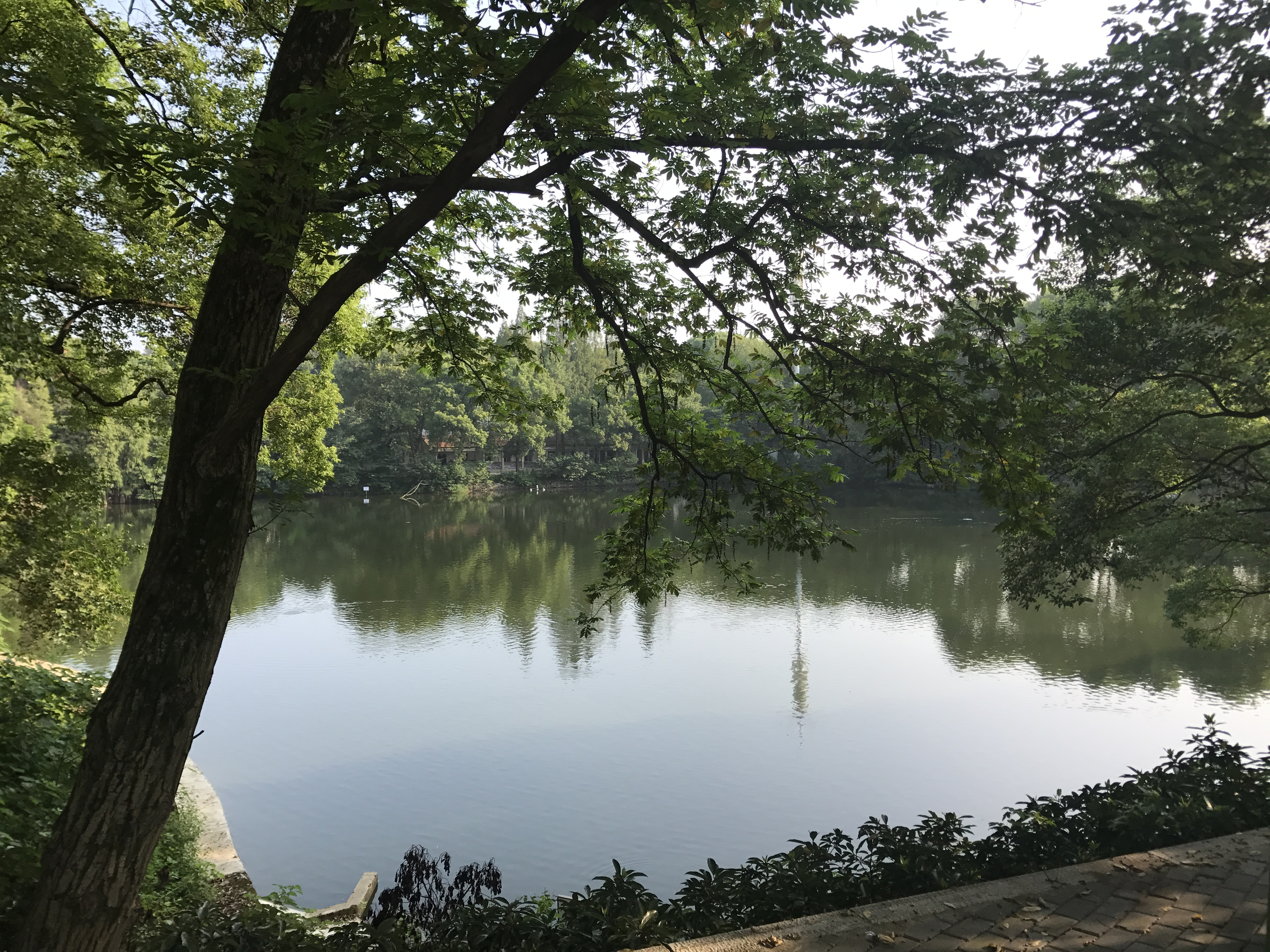
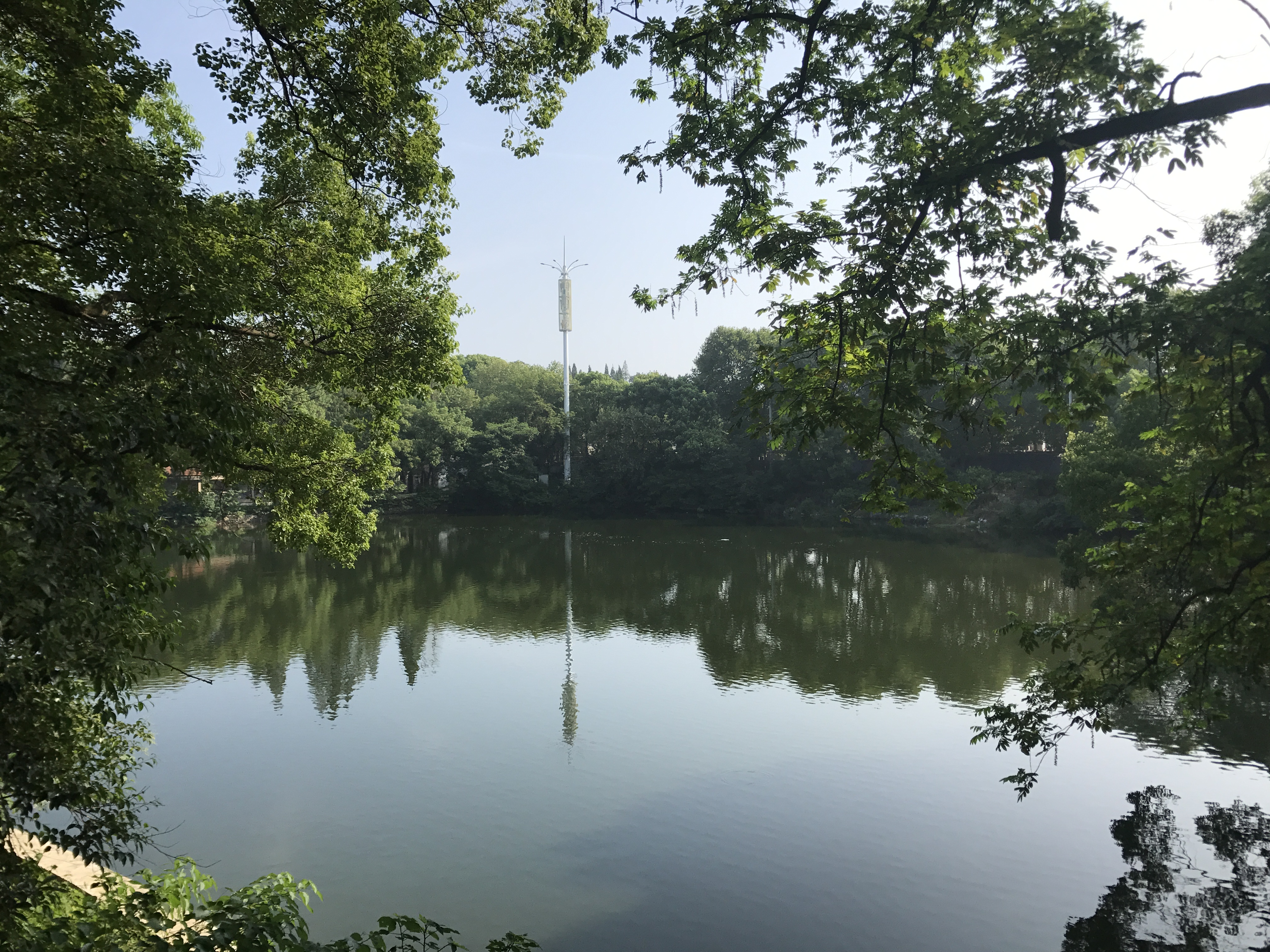
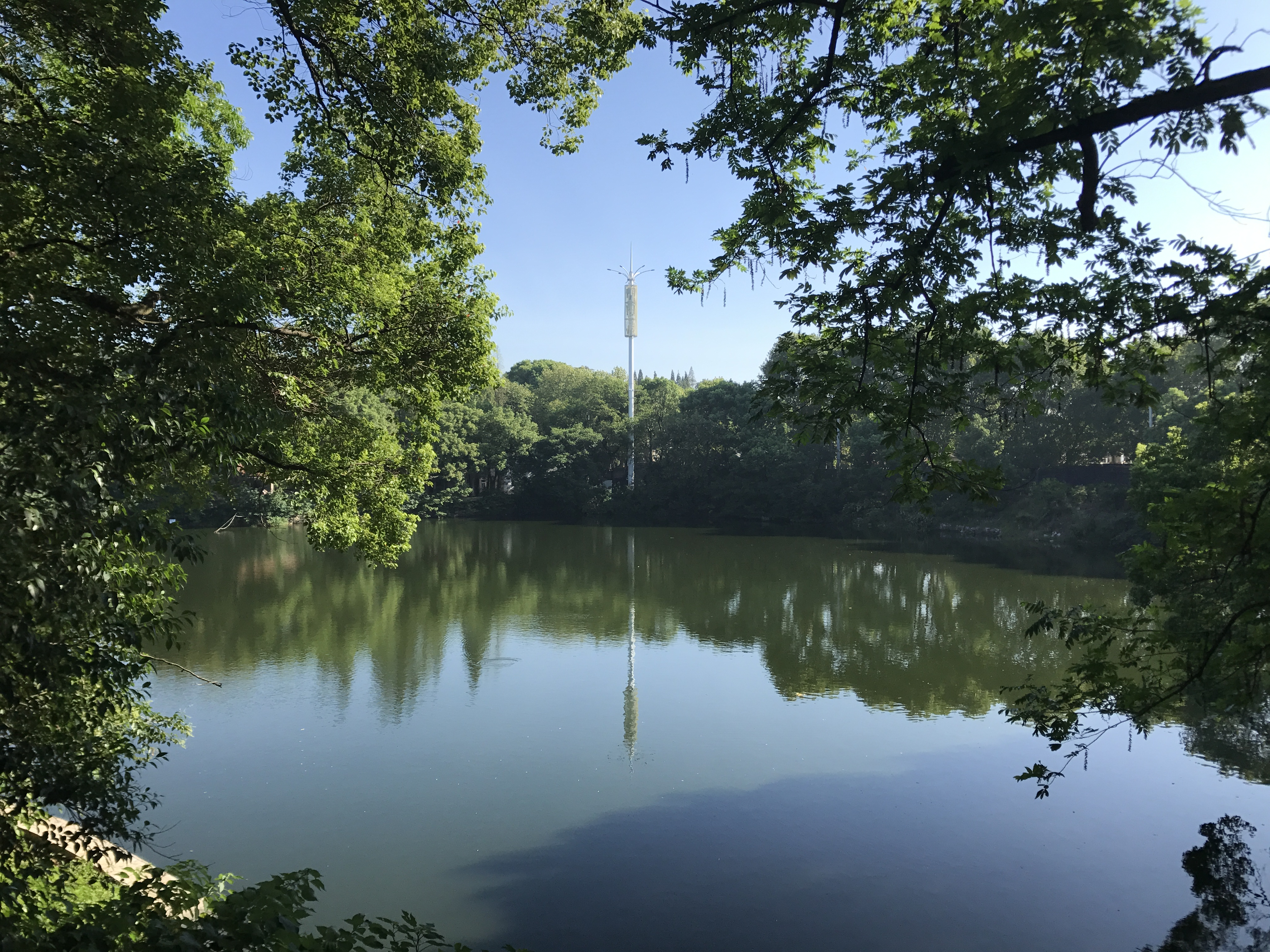
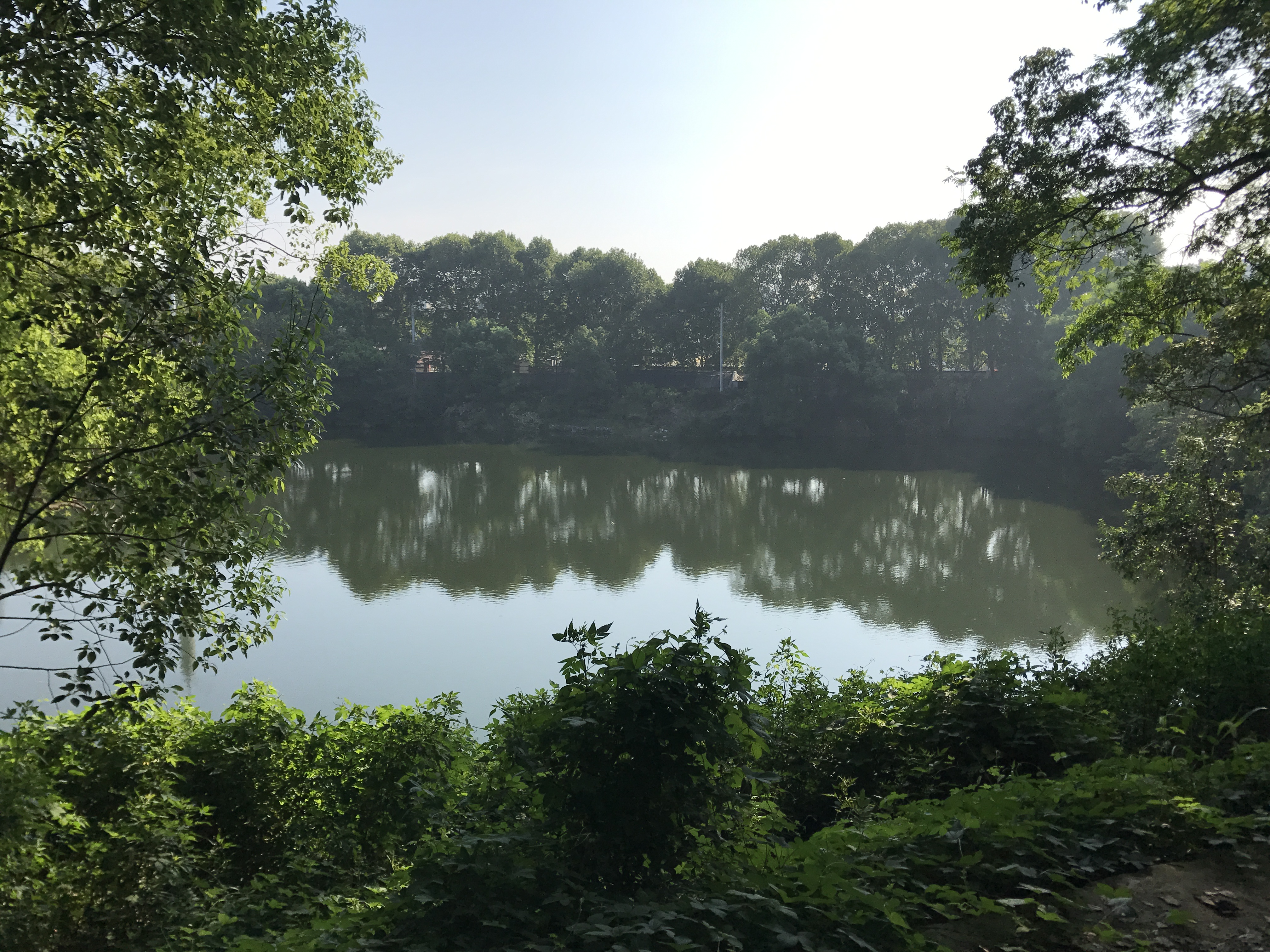
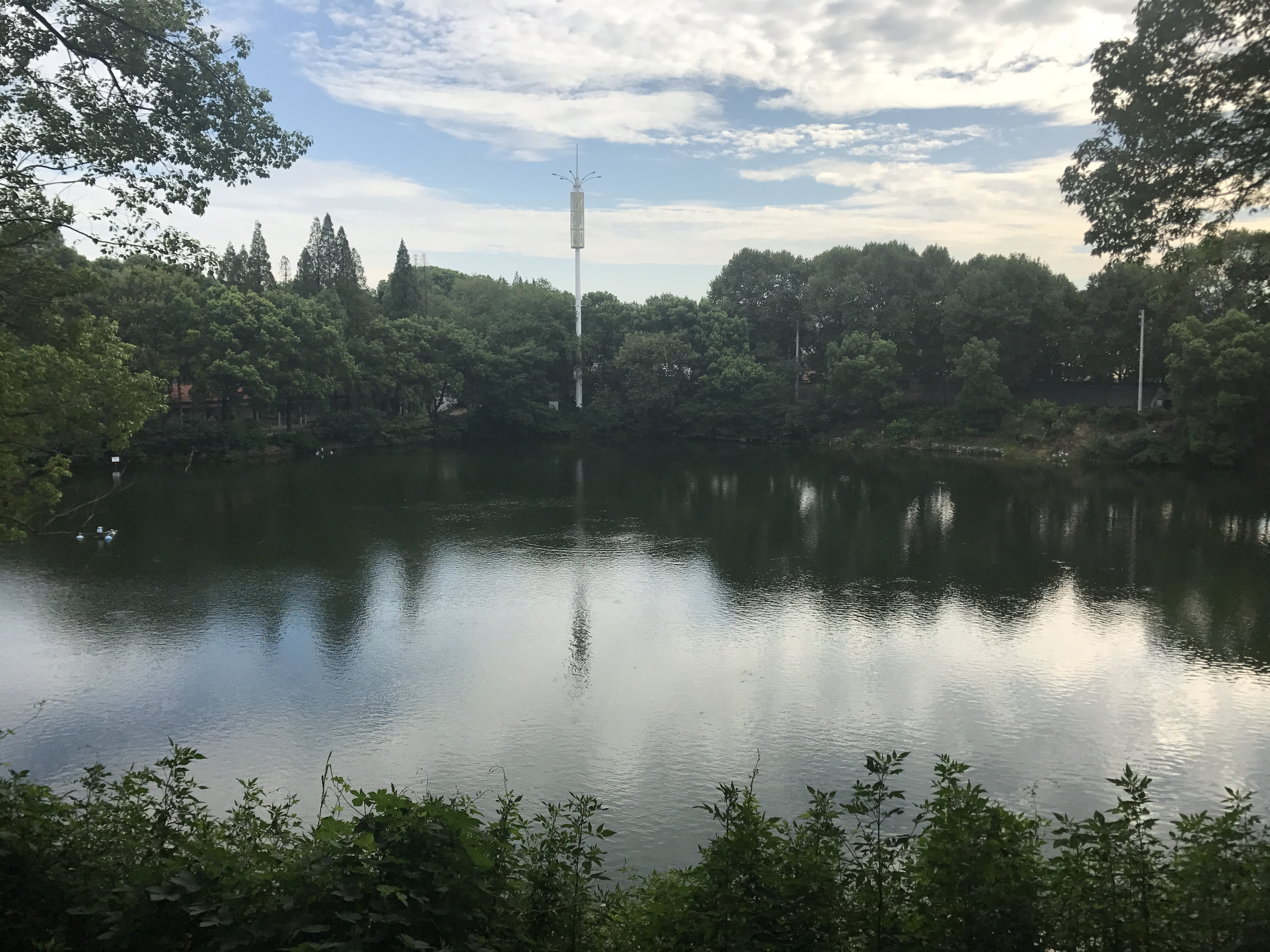
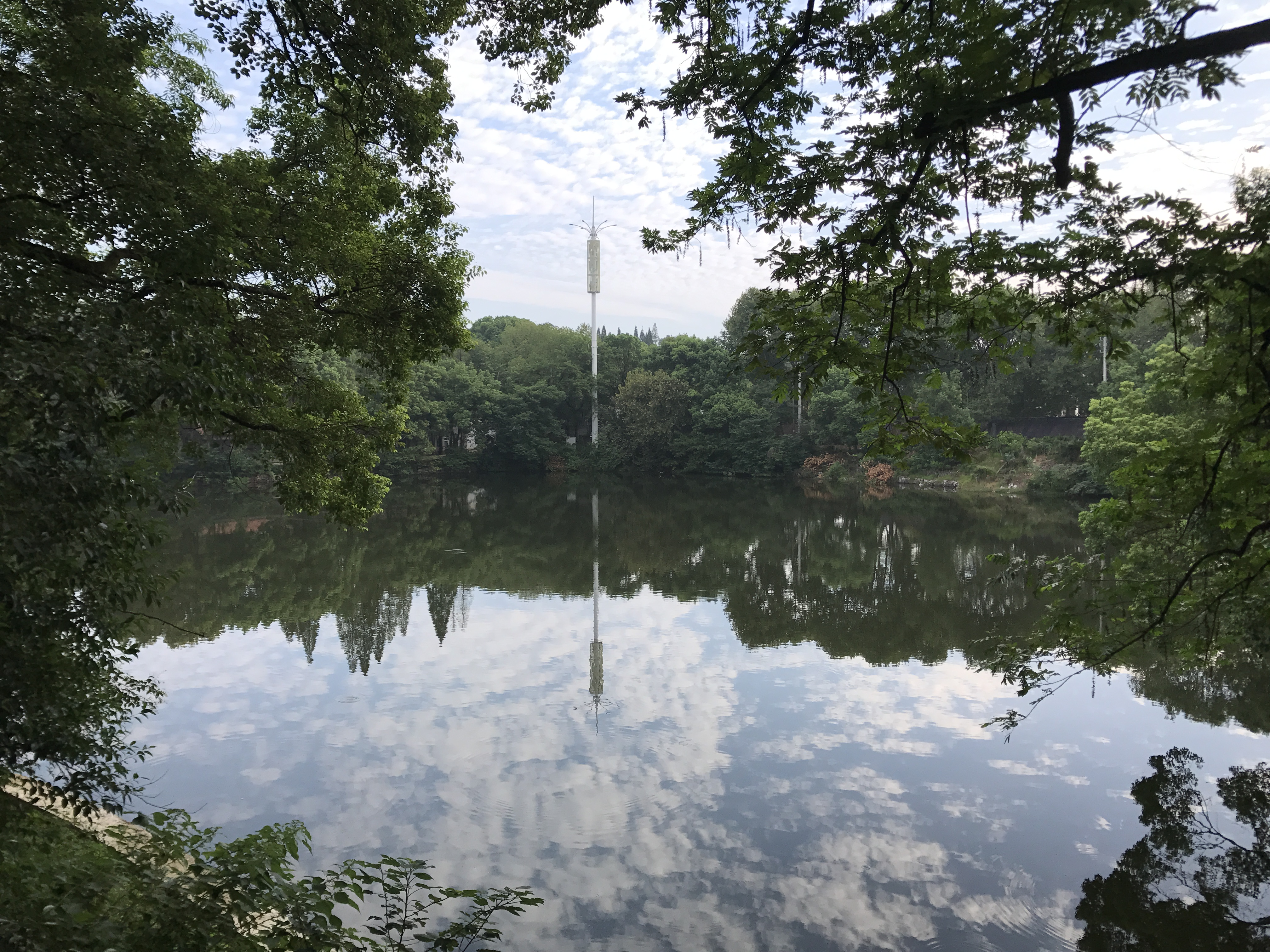
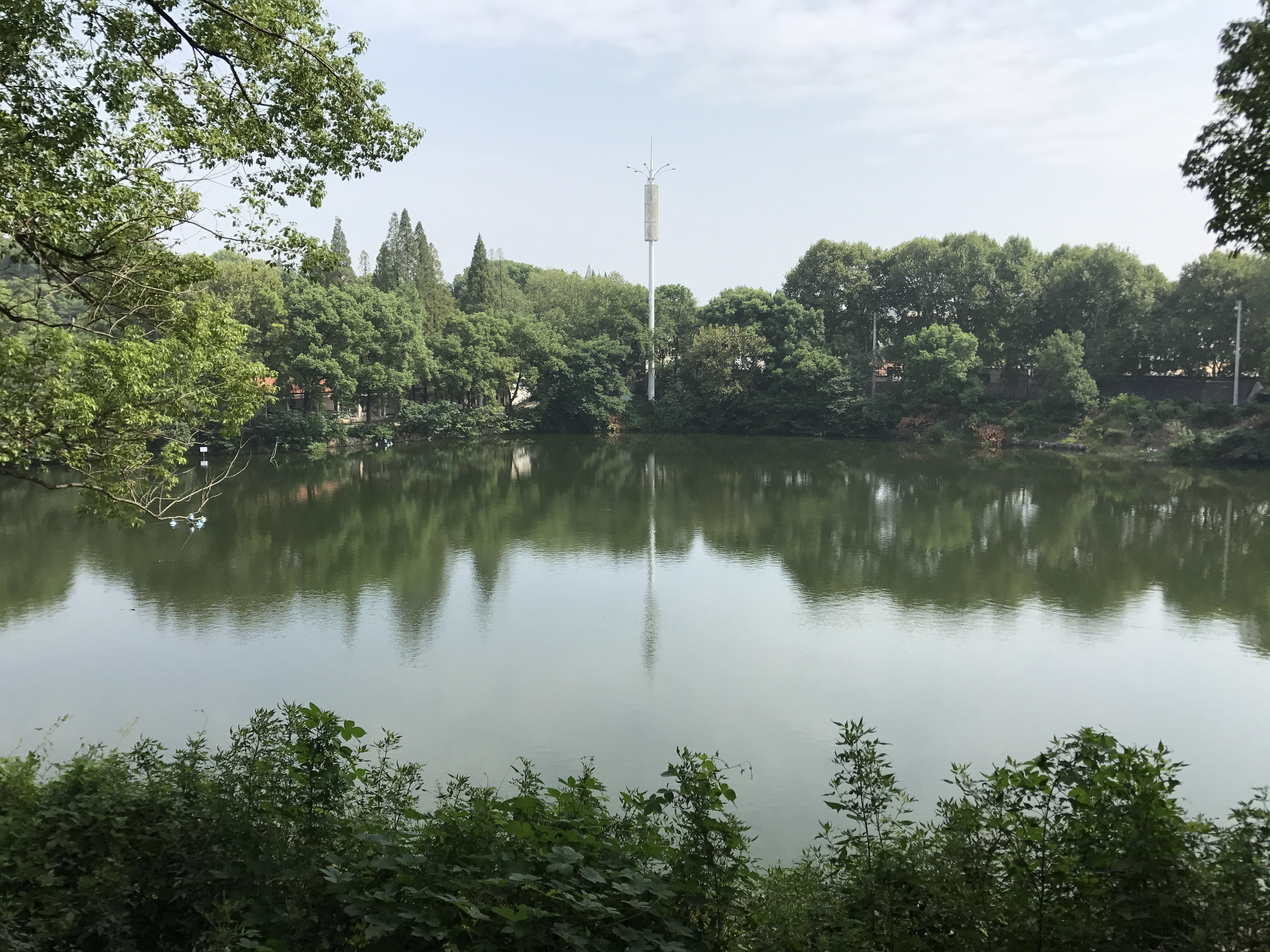